# Emil Bauch
Emil Bauch (Hamburgo, 1823 — Rio de Janeiro, c. 1874) foi um pintor, litógrafo e professor alemão que veio estabelecer residência no Brasil.

## Biografia
Iniciou sua formação como artista plástico na cidade de Munique entre 1842 e 1844. Pela qualidade de suas obras, devia ter grande inclinação para a pintura e ainda estudado com qualificados mestres.

### No Recife
Chegou da Alemanha em 1849, fixando-se primeiramente no Recife onde pintou vários aspectos da capital pernambucana.

### No Rio de Janeiro
Em 1857 estava na Corte e aí abriu ateliê na Rua do Rosário, 106 - 2º andar, transferido, anos mais tarde, para a Rua Sete de Setembro, 72. Em 1866 associa-se ao excelente paisagista francês Henri Nicolas Vinet e ambos ministram aulas de pintura e desenho em ateliê montado à Rua da Quitanda, 27, até o ano de 1872 quando os dois artistas se separaram.
Participou das Exposições Gerais da Academia Imperial de Belas Artes com premiações.
Não se sabe nem onde nem quando faleceu. Maria Elizabeth Santos Peixoto, no seu livro sobre pintores alemães, informa que "consta ter o artista alemão falecido louco no Rio de Janeiro em data incerta".

## Cronologia
- 1849/1852 - Recife, PE - Viaja como artista formado e com reputação de pintor de gênero.
- 1852 - Alemanha - Publica o álbum Souvenirs de Pernambuco, uma coleção de cromolitografias de sua estada no Recife.
- 1852 - Rio de Janeiro, RJ - Vive nessa cidade
- 1865/1872 - Rio de Janeiro, RJ - Associa-se ao pintor Henri Nicolas Vinet, dedica-se ao ensino da pintura de paisagem em ateliê particular.
- 1866 - Rio de Janeiro, RJ - É convidado pelo arquiteto Carl Friedrich Gustav Waehneldt para ser um dos pintores decoradores da obra inicial do Palácio de Nova Friburgo, mais tarde conhecido como Palácio do Catete (atualmente Museu da República).
- 1873 - Rio de Janeiro, RJ - Produz a obra Panorama do Rio de Janeiro, onde aparecem o Pão de Açúcar, Glória, Botafogo, Lapa, Campo de Santana, Tijuca e Andaraí, causando grande sensação
- 1874 - Rio de Janeiro, RJ - Condecorado Cavaleiro da Imperial Ordem da Rosa, pela Academia Imperial de Belas Artes (AIBA)